# Canalejas del Arroyo
Canalejas del Arroyo település Spanyolországban, Cuenca tartományban. Canalejas del Arroyo Buciegas, Gascueña, Tinajas, Castejón, Cuenca, Villar del Infantado, Albendea, San Pedro Palmiches és Cañaveras községekkel határos. Lakosainak száma 157 fő (2024).

## Népesség
A település népessége az utóbbi években az alábbiak szerint változott:
| Lakosok száma | 353  | 388  | 370  | 340  | 327  | 270  | 261  | 186  | 170  | 157  |
|               | 2001 | 2004 | 2006 | 2009 | 2011 | 2014 | 2016 | 2019 | 2021 | 2024 |